# 出發啦！哈克小鎮
《出發啦！哈克小鎮》是一款由Wonderscope Games開發並由Team17在2022年發行的模擬類電子遊戲，分別在Windows、PlayStation 4、任天堂Switch及Xbox One平台推出。

## 玩法
遊戲玩法經常被認為與《動物森友會》系列相似，是一款休閑模擬管理遊戲。玩家可以在遊戲中自由設計、上色、建造、裝飾自己的小鎮；釣魚並捕捉昆蟲、與小鎮的NPC鄰居進行互動。

## 遊戲發展
遊戲的開發於2017年開始，由Robert Tatnell及Wonderscope Games負責，並採用Unity的開發引擎。開發指出早期版本與《運輸大亨》相類似，但隨後則慢慢轉變成類似於《動物森友會系列》的城鎮模擬類遊戲。
2020 年，Team17宣布於全球發行遊戲。2022年，亞洲發行則由Game Source Entertainment負責。

## 評價
《出發啦！哈克小鎮》在Metacritic上得到「一般」的評價。PC Gamer指出遊戲可以在較低端的電腦硬體上運行，同時批評遊戲中較低的圖形品質以及 用户界面（UI）的問題。
TouchArcade稱讚遊戲充滿創意並能讓玩家自由發揮，但同時批評在任天堂Switch上的硬件性能欠佳。